# 1994년 로스앤젤레스 영화 비평가 협회상
제20회 로스앤젤레스 영화 비평가 협회상은 1994년 12월 10일에 열린 시상식이다.

## 수상 및 후보

### 작품상
- 펄프 픽션

### 감독상
- 펄프 픽션 - 쿠엔틴 타란티노 수상

### 남우주연상
- 펄프 픽션 - 존 트라볼타 수상

### 여우주연상
- 블루 스카이 - 제시카 랭 수상

### 남우조연상
- 에드 우드 - 마틴 랜도 수상

### 여우조연상
- 브로드웨이를 쏴라 - 다이앤 위스트 수상

### 각본상
- 펄프 픽션 - 쿠엔틴 타란티노 수상
- 펄프 픽션 - 로저 아바리 수상

### 촬영상
- 에드 우드 - 스테판 크자프스키 수상

### 미술상
- 허드서커 대리인 - 데니스 가스너 수상

### 음악상
- 에드 우드 - 하워드 쇼어 수상

### 외국어영화상
- 세가지 색 제3편 - 레드/박애 - 크지슈토프 키에슬로프스키 수상

### 다큐멘터리상
- 후프 드림스 - 스티브 제임스 수상

### 애니메이션상
- 라이온 킹 - 로저 알러스 수상
- 라이온 킹 - 롭 민코프 수상

### 독립영화상
- 리멤브랜스 오브 씽스 패스트 - 존 메이버리 수상

### 신인상
- 라스트 시덕션 - 존 달 수상

### 공로상
- 빌리 와일더 수상

### 특별공헌상
- Pauline Kael 수상